# Can Planes (Molins de Rei)
Can Planes és un mas al municipi de Molins de Rei (Baix Llobregat) catalogat a l'Inventari del Patrimoni Arquitectònic de Catalunya. Aquest mas deu la seva vida a l'època feudal, ja que en la Reconquesta, per tal de conrear les terres recuperades, que passaven per aprisió a ser propietat del comte o dels cavallers, es va crear el mas treballat pels serfs de la gleva. Després va passar a ser de règim familiar patriarcal, mitjançant el pagament dels censos. L'estructura bàsica de la casa, tancada per un barri, és de planta i pis amb teulada a dos vessants perpendiculars a la façana. L'entrada és una porta adovellada i al pis s'han de destacar un rellotge de sol i una finestra amb la data del 1615. Al costat esquerre del mas s'ha afegit un cos sobresortit, als baixos del qual hi ha una llinda amb la data del 1682. Al pis d'aquest afegit hi ha una finestra d'estil gòtic firmada per dos arcs geminats. Dins el recinte del barri hi ha diverses construccions. L'interior de l'habitatge s'ha reformat molt.

## Història
1. 1 2  «Can Planes». Inventari del Patrimoni Arquitectònic de Catalunya.   Direcció General del Patrimoni Cultural de la Generalitat de Catalunya. [Consulta: 28 agost 2015].